# سوزو ناتسومه
سوزو ناتسومه (انگلیسی: Suzu Natsume؛ زادهٔ ۱۳ مارس ۱۹۹۱) بازیگر اهل ژاپن است.